# Albatrellus pilosus
Albatrellus pilosus är en svampart som först beskrevs av Petch, och fick sitt nu gällande namn av Leif Ryvarden 1980. Albatrellus pilosus ingår i släktet Albatrellus och familjen Albatrellaceae.   Inga underarter finns listade i Catalogue of Life.